# Axmouth
Axmouth – wieś w Anglii, w hrabstwie Devon, w dystrykcie East Devon.